# Hedysarum formosum
Hedysarum formosum är en ärtväxtart som beskrevs av Theodor Friedrich Julius Basiner. Hedysarum formosum ingår i släktet buskväpplingar, och familjen ärtväxter. Inga underarter finns listade i Catalogue of Life.